# Horace de Landau
Pour les articles homonymes, voir Landau.
Le baron Horace de Landau, né en 1824 et mort en 1903, est un banquier français, d'origine juive ukrainienne installé à Budapest. 

## Biographie
Titré baron, il est l'oncle et le cousin de Jenny Ellenberger-Finaly et d'Hugo Finaly, et le grand-oncle d'Horace Finaly.
Fondé de pouvoir du banquier James de Rothschild, il agit comme représentant de la banque Rothschild à Turin à partir de 1862. C'est lui notamment qui négocie, à partir de 1864, les emprunts souscrits par le gouvernement piémontais pour financer l'Unité italienne.
Collectionneur et bibliophile, il rassemble dans sa villa de Florence, achetée à James de Rothschild en 1866, une importante collection de manuscrits, d'incunables et d'éditions anciennes. Una partie des collections sera léguée par les héritiers de Jenny Ellenberger-Finaly à la ville de Florence et déposée à la Biblioteca Nazionale Centrale di Firenze, et la villa, à la chancellerie de l'Université de Paris.